# Relaciones Birmania-México
Las naciones de Birmania (Myanmar) y México establecieron relaciones diplomáticas en 1976. Ambas naciones son miembros de las Naciones Unidas.

## Historia

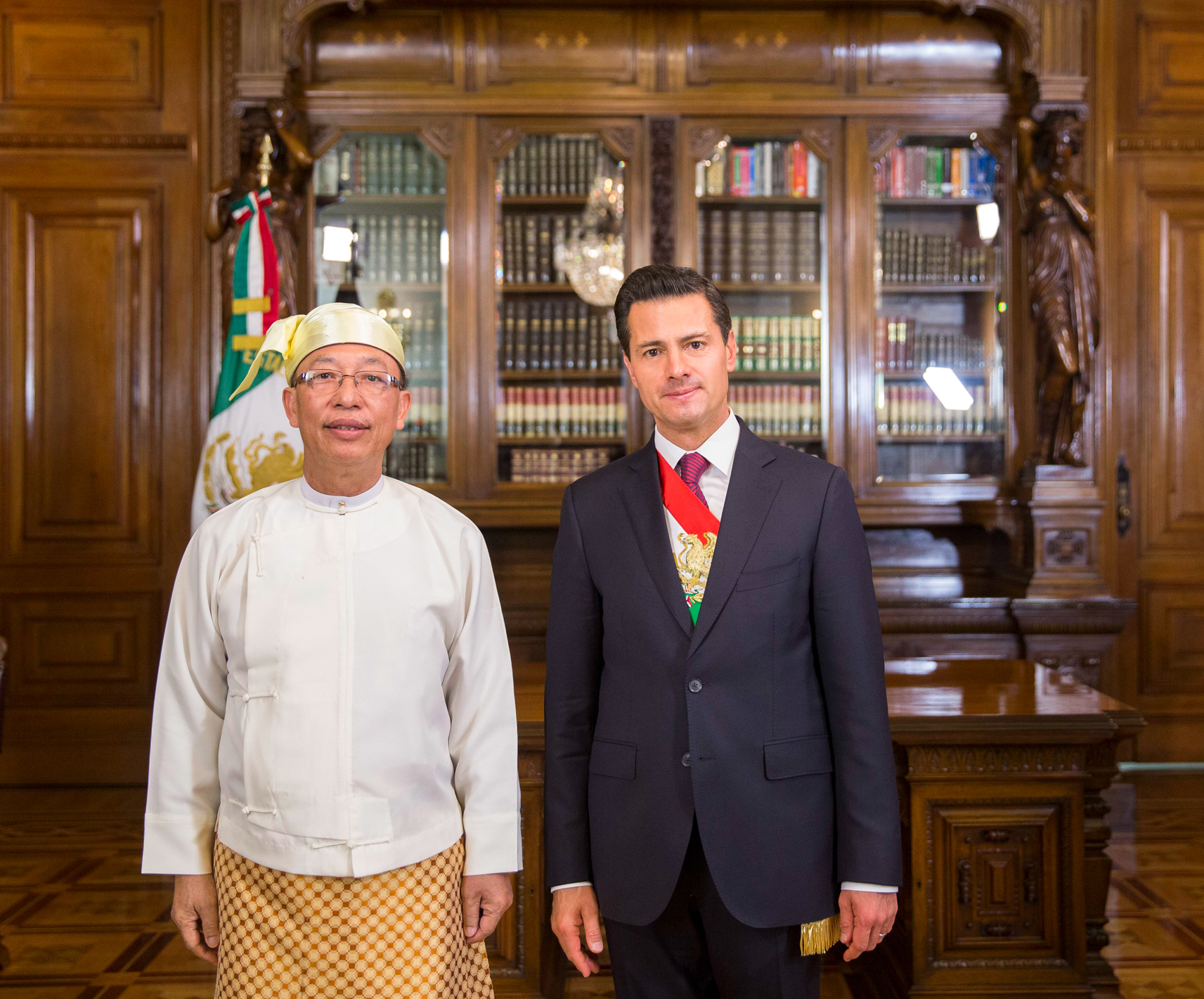
El embajador de Birmania no-residente, Hau Do Suan, con el presidente mexicano Enrique Peña Nieto en la Ciudad de México, abril de 2017.

Birmania y México establecieron relaciones diplomáticas el 1 de octubre de 1976. Los vínculos se han desarrollado principalmente en el marco de foros multilaterales. 
En octubre de 1993, el ministro de Asuntos Exteriores de Birmania, Ohn Gyaw, visitó México acompañado de una delegación gubernamental que incluyó al entonces Representante Permanente ante las Naciones Unidas y Embajador Concurrente ante México, Kyaw Min.
En noviembre de 2010, el gobierno de Birmania envió una delegación de tres miembros para asistir a la Conferencia de las Naciones Unidas sobre el Cambio Climático de 2010 en Cancún, México.
En septiembre de 2016, el presidente mexicano, Enrique Peña Nieto, sostuvo un encuentro con la Consejera de Estado de Birmania, Aung San Suu Kyi en Nueva York. Fue el primer encuentro de alto nivel entre México y Birmania en cuatro décadas. Durante el encuentro, el presidente Peña Nieto ratificó el apoyo del gobierno de México para impulsar el diálogo político de alto nivel y de acercamiento entre los dos países, que permita identificar iniciativas puntuales para dotar de un mayor contenido a las relaciones bilaterales.
En 2017, México abrió un consulado honorario en Rangún. En 2023, ambas naciones celebraron 47 ańos de relaciones diplomáticas.

## Misiones diplomáticas
- Birmania está acreditado ante México a través de su Misión Permanente ante las Naciones Unidas en Nueva York, Estados Unidos.[6]
- México está acreditado ante Birmania a través de su embajada en Singapur y mantiene un consulado honorario en Rangún.[7]